# Sven-Olof Schönberger
Sven-Olof "Olle" Schönberger, född 15 april 1917 i Söderköping, död 11 april 1992 i Enskede församling, Stockholm, var en svensk handbollsspelare.

## Klubbkarriär
Schönberger började spela handboll i Djurgårdshofs IK 1934 som vänsterback. 1940 kom han till SoIK Hellas. Där har han sedan spelat "centerhalv". I början av femtiotalet bytte han klubb till AIK troligen 1952 eller 1953. Nationellt blev bästa placeringen en SM-final med Hellas.

## Landslagskarriär
I landslaget gjorde han 1945–1953 43 landskamper Schönberger var en mycket god försvarsspelare. Landslagsdebut den 9 september 1945 i en landskamp utomhus mot Danmark spelad i Odense. Matchen slutade 8–5 till Sverige. Sedan blev Schönberger bofast i landslaget. 1953 hade han gjort fler landskamper utomhus än någon annan, 21 stycken enligt Boken om handboll. Målskörden var liten, 4 mål, och han var uttalad försvarsspelare. Landslagsdebut inomhus 1946 i Göteborg där Sverige spelade mot Danmark inför 4328 åskådare. Schönberger gjorde sin sista landskamp den 9 april 1953 mot Portugal då Sverige vann enkelt med 18-17. Den nya statistiken har enbart 18 landskamper noterade med 6 noterade mål. I statistiken har därför gjorts skillnad på inomhus och utomhusmatcher. Summan blir bara 39 landskamper mot 43 i den gamla statistiken.